# Lofti Rahmani
Lofti Rahmani – algierski zapaśnik walczący w stylu klasycznym. Brązowy medalista igrzysk afrykańskich w 1991. Zdobył trzy medale na mistrzostwach Afryki w latach 1989 – 1992. Siódmy na igrzyskach śródziemnomorskich w 1991 roku.